# Twice (álbum)
#Twice ((en hangul, 해시태그 트와이스; romanización revisada, Haesitaegeu Teuwaiseu) es el primer álbum japonés del grupo femenino surcoreano Twice. Es un álbum recopilatorio que consta de versiones en coreano y japonés de los primeros cinco sencillos del grupo. Fue lanzado el 28 de junio de 2017 por Warner Music Japan.

## Antecedentes y lanzamiento
A principios de febrero de 2017, Twice lanzó su sitio web japonés y otros canales de medios sociales. Grandes fotos y anuncios de Twice fueron vistos en las paredes de los concurridos distritos comerciales y la estación de metro de Tokio el 8 de febrero. El 24 de febrero, anunciaron oficialmente que su debut japonés fue programado para el 28 de junio de 2017. Se reveló entonces que lanzarían un álbum recopilatorio titulado #Twice que consiste en diez canciones incluyendo versiones coreanas y japonesas de «Like OOH-AHH», «Cheer Up» y «TT». El mismo día, cinco programas matutinos japoneses informaron a los televidentes sobre el próximo debut y Twice hizo una entrevista.
El 31 de mayo, Twice dio a conocer los detalles del álbum, incluyendo la lista de canciones. Tiene tres versiones: Edición estándar, primera edición limitada A (CD y libro de fotos) y edición limitada B (CD y DVD).
#Twice fue lanzado oficialmente el 28 de junio. También fue publicado como descarga digital en formato EP en varios portales, incluyendo sitios de música surcoreanos distribuidos por Genie Music, que contienen las cinco canciones en japonés.

## Promoción
El 14 de junio de 2017, se anunció que Twice tendría una colaboración con la campaña 109 Summer Sale de la tienda Shibuya 109 para marcar el lanzamiento del álbum #Twice. La tienda hospedó tiendas pop-up llamadas #Twice Pop-up Store y #Twice Gallery en sus sucursales de Tokio y Osaka durante el mes de julio. También lanzaron una campaña promocional con la Torre de Tokio. El 29 y 30 de junio, las letras «TT», que representan el sencillo, fueron exhibidas con iluminación de color rosa brillante en el destino turístico japonés.
El grupo interpretó por primera vez la versión japonesa de «TT» en un programa de televisión en un episodio de Music Station, es el primer grupo de chicas surcoreano que actuó en el programa desde 2012. Aparecieron en el episodio especial de dos horas junto con Exile The Second, Kanjani8, Keyakizaka46, Dean Fujioka, Tomoyo Harada y Hey! Say! JUMP.
El 2 de julio, Twice celebró su escaparate debut en dos partes titulado Touchdown in Japan en el Gimnasio Metropolitano de Tokio, donde interpretaron sus primeras cinco canciones japonesas, «Touchdown» de Page Two, «Jelly Jelly» y «One in a Million» de Twicecoaster: Lane 1 y un popurrí de sus primeros cinco sencillos coreanos. Asistieron un total de 15 000 personas.

## Actuación comercial
#Twice debutó en el segundo lugar de Oricon Daily Album Chart el 27 de junio de 2017, vendiendo 46 871 copias físicas. Luego se posicionó en el primer lugar de la lista en su quinto día. El álbum se posicionó en el segundo lugar de Oricon Weekly Album Chart y vendió 136 157 unidades, la mayor venta de álbumes durante la primera semana entre artistas de K-pop en Japón en los últimos dos años. También debutó en el primer lugar de Oricon Weekly Digital Album Chart con 6 295 descargas.
El 6 de julio, se informó de que más de 210 000 copias del álbum se han vendido en una semana desde su lanzamiento.

## Lista de canciones
| N.º | Título                         | Letras                                                | Música                                | Duración |  |
| 1.  | «Like OOH-AHH (Japanese ver.)» | Black Eyed Pilseung, Sam Lewis, Yhanael               | Black Eyed Pilseung, Sam Lewis        | 3:35     |  |
| 2.  | «Cheer Up (Japanese ver.)»     | Sam Lewis, Yu Shimoji                                 | Black Eyed Pilseung                   | 3:28     |  |
| 3.  | «TT (Japanese ver.)»           | Sam Lewis, Shoko Fujibayashi                          | Black Eyed Pilseung                   | 3:34     |  |
| 4.  | «Knock Knock (Japanese ver.)»  | Sim Eun Jee, Min Lee «collapsedone», Mayu Wakisaka    | Min Lee «collapsedone», Mayu Wakisaka | 3:15     |  |
| 5.  | «Signal (Japanese ver.)»       | J.Y. Park «The Asiansoul», Yu Shimoji, Samuelle Soung | J.Y. Park «The Asiansoul», Kairos     | 3:16     |  |
| 6.  | «Like OOH-AHH»                 | Black Eyed Pilseung, Sam Lewis                        | Black Eyed Pilseung, Lewis            | 3:35     |  |
| 7.  | «Cheer Up»                     | Sam Lewis                                             | Black Eyed Pilseung                   | 3:28     |  |
| 8.  | «TT»                           | Sam Lewis                                             | Black Eyed Pilseung                   | 3:34     |  |
| 9.  | «Knock Knock»                  | Sim Eun Jee, Min Lee «collapsedone», Mayu Wakisaka    | Min Lee «collapsedone», Mayu Wakisaka | 3:15     |  |
| 10. | «Signal»                       | J.Y. Park «The Asiansoul»                             | J.Y. Park «The Asiansoul» Kairos      | 3:16     |  |

| Edición limitada (DVD) |                                                   |          |  |
| N.º                    | Título                                            | Duración |  |
| 1.                     | «Like OOH-AHH (Japanese ver.)» (Vídeo musical)    |          |  |
| 2.                     | «Cheer Up (Japanese ver.)» (Vídeo musical)        |          |  |
| 3.                     | «TT (Japanese ver.)» (Creación del vídeo musical) |          |  |
| 4.                     | «#Twice»                                          |          |  |
| 5.                     | «Knock Knock (Japanese ver.)»                     |          |  |
| 6.                     | «Signal (Japanese ver.)»                          |          |  |
| 7.                     | «Like OOH-AHH» (Vídeo musical)                    |          |  |
| 8.                     | «Cheer Up» (Vídeo musical)                        |          |  |
| 9.                     | «TT» (Vídeo musical)                              |          |  |
| 10.                    | «Knock Knock» (Vídeo musical)                     |          |  |
| 11.                    | «Signal» (Vídeo musical)                          |          |  |

## Posicionamiento en listas
| Lista (2017)                          | Mejor posición |
| ------------------------------------- | -------------- |
| Álbumes coreanos (Oricon)             | 2              |
| New Zealand Heatseekers Albums (RMNZ) | 8              |
| Álbumes taiwaneses (Five Music)       | 4              |